# Pajarito Gómez

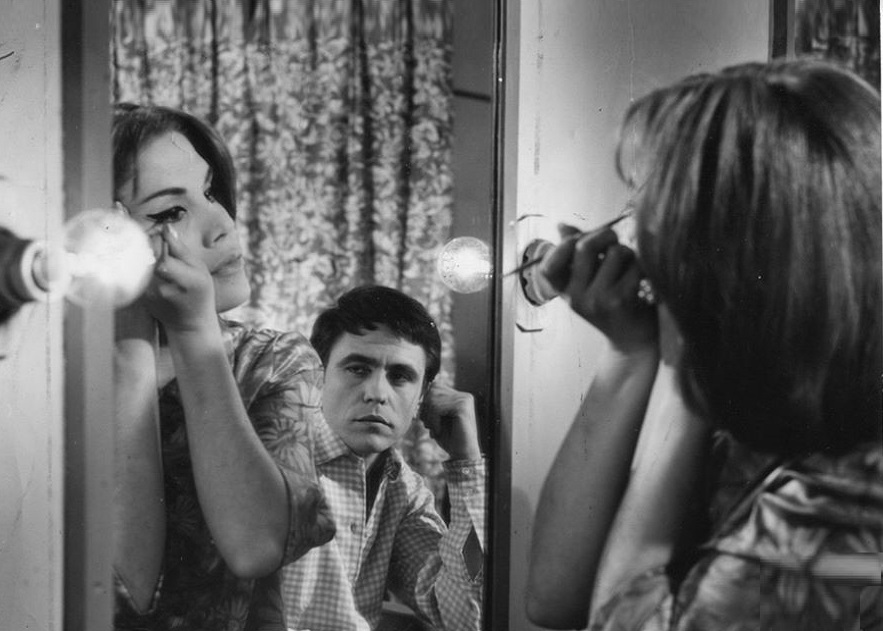
Héctor Pellegrini e María Cristina Laurenz em uma cena do filme

Pajarito Gómez é um filme de drama argentino de 1965 dirigido e escrito por Rodolfo Kuhn, Carlos Del Peral e Francisco Urondo. Foi selecionado como representante da Argentina à edição do Oscar 1966, organizada pela Academia de Artes e Ciências Cinematográficas.

## Elenco
- Héctor Pellegrini - Pajarito Gómez
- María Cristina Laurenz - noiva de Pajarito
- Nelly Beltrán - Rosalía
- Lautaro Murúa - Gravini
- Alberto Fernández de Rosa - Bobby
- Maurice Jouvet
- Beatriz Matar
- Jorge Rivera López
- Federico Luppi
- Marta Gam
- Alberto Barcel
- Francisco Urondo
- Hugo Dargo
- Zulema Katz
- Orlando Bor
- Fabiana Gavel